# Orcus (mytologi)
Orcus var i romersk mytologi namnet på dödens, dödsrikets eller underjordens gud,  men även namnet på dödsriket självt. Under den grekiska kulturens inflytande identifierades Orcus med Hades, och de grekiska föreställningarna om dödsrikets härskare överfördes på den romerske guden.
I folkets religiösa föreställningar synes Orcus ha spelat en framstående roll men hade knappast någon egentlig kult. Orcus kan likställas med och bli en synonym för guden Dis.